# Веселин Ђурановић
Веселин Ђурановић (Доњи Мартинићи, код Даниловграда, 17. мај 1925 — Подгорица, 30. август 1997) био је учесник Народноослободилачке борбе, друштвено-политички радник СФРЈ и СР Црне Горе и јунак социјалистичког рада. У периоду од 15. маја 1984. до 15. маја 1985. вршио је дужност председника Председништва СФРЈ.

## Биографија
Рођен је 17. мај 1925. у селу Доњи Мартинићи, код Даниловграда. Нижу гимназију је завршио у Подгорици, а Учитељску школу на Цетињу. Током школовања прикључио се револуционаром омладинском покрету и 1941. постао члан Савеза комунистичке омладине Југославије (СКОЈ). Због учешћа у револуционарном покрету, марта 1941. је искључен из Учитељске школе на две године.
Након окупације Југославије, априла 1941. активно је учествовао у припремама устанка. Од Тринаестојулског устанка, јула 1941. па до повлачења партизанских јединица из Црне Горе, маја 1942. радио је на ослобођеној територији у скојевској организацији и организацији Црногорске народне омладине. Након одласка главнине партизанских јединица у Босну, услед тешких околности окупације, његово деловање је било мањег обима. Његова кућа, која је била на непогодном месту и налазила се под сталном присмотром, јер је његова породица означена као партизанска, с обзиром да му је један брат отишао са партизанима. Мајка му је била затварана у четничком затвору у Косовом Лугу.
Од новембра 1942, након консолидације скојевске организација, наставио је са организованом партијском активношћу радећи на многобројним задацима. Политички је радио са омладином, одржавао везе, растурао материјал, сакупљао хране за илегалне и др. Извесно време био је насилно мобилисан у четнички Бјелопавлићи одред, који се налазио под командом пуковника Баја Станишића. Како је покушавао да саботира њен рад, почетком маја 1943, заједно са групом присталица Народноослободилачког покрета (НОП), био је ухапшен и интерниран у логор „Забјело“, код Подгорице. Из логора је пуштен септембра 1943, када је након капитулације Италије дошло до расформирања логора. Поново се повезао са партијском организацијом и постао секретар скојевске организације у свом селу, а у октобру исте године и члан Месног комитета СКОЈ и председник Месног одбора антифашистичке омладине. Новембра 1943. учествовао је у Колашину на Првом, а децембра 1944. на Цетињу на Другом конгресу Народне омладине Црне Горе. У чланство Комунистичке партије Југославије (КПЈ) примљен је 4. јануара 1944. године.
Од новембра 1943. био је члан Окружног одбора Уједињеног савеза антифашистичке омладине (УСАОЈ) за Подгорицу. Од маја 1944. до краја рата био је члан Среског комитета СКОЈ за Подгорицу и члан Среског комитета КПЈ за Даниловград. Његов рођени брат Владан Ђурановић (1924—1944) такође је био учесник Народноослободилачке борбе. Он је тешко рањен у борбама на Фрушкој гори, августа 1944, након чега је пребачен на лечење у Италију, где је преминуо, а после рата је проглашен за народног хероја.
Након ослобођења и завршетка рата, Веселин Ђурановић је обављао разне државне и партијске функције у Црној Гори и СФР Југославији. Најпре је деловао у омладинској организацији. Јуна 1945. изабран је за секретара Среског комитета СКОЈ и члана Бироа Среског комитета КПЈ за Даниловград. Потом је био члан Покрајинског комитета СКОЈ за Црну Гору и председник Централног комитета Народне омладине Црне Горе, а упоредо је завршио школовање на Средњој партијској школи при ЦК КП Црне Горе. Након тога је био организациони секретар Среског комитета КПЈ у Даниловграду и Титограду.
Био је члан Извршног одбора Главног одбора и председник Главног одбора Социјалистичког савеза радног народа (ССРН) Црне Горе. Од 1953. до 1958. био је директор Радио Титограда, а од 1954. до 1958. главни уредник листа Побједа, органа ССРН Црне Горе. Од 25. јуна 1963. до 8. децембра 1966. обављао је функцију председника Извршног већа Скупштине СР Црне Горе (Влада Црне Горе).
Од Трећег конгреса СК Црне Горе 1959. био је члан Централног комитета Савеза комуниста Црне Горе. Од 14. новембра 1966. до 
14. децембра 1968. био је секретар Извршног бироа Централног комитета, а од 14. децембра 1968. до 21. марта 1977. председник Извршног комитета ЦК СК Црне Горе. Потом се од 4. фебруара 1977. до 16. маја 1982. налазио на дужности председника Савезног извршног већа (Влада СФРЈ). Маја 1982. постао је члан Председништва СР Црне Горе и његов председник у једногодишњем мандату од 7. маја 1982. до 6. маја 1983. године. Маја 1984. постао је члан Председништва СФР Југославије и његов председник у једногодишњем мандату од 15. маја 1984. до 15. маја 1985. године.
За члана Централног комитета Савеза комуниста Југославије (ЦК СКЈ) биран је на Осмом, Десетом и Једанаестом конгресу СКЈ. Политичку каријеру је окончао током тзв. „антибирократске револуције“, када је 11. јануара 1989, заједно са руководством СР Црне Горе и СК Црне Горе, као и црногорским представницима у федералним органима СФРЈ и СКЈ, поднео оставку на место члана Председништва СФРЈ и повукао се из политичког живота.
Умро је 30. августа 1997. у Подгорици.
Одликован је са неколико југословенских одликовања, међу којима су — Орден јунака социјалистичког рада, Орден заслуга за народ са сребрним зрацима, Орден братства и јединства са сребрним венцем и Орден за храброст.